# Roland Seffrin

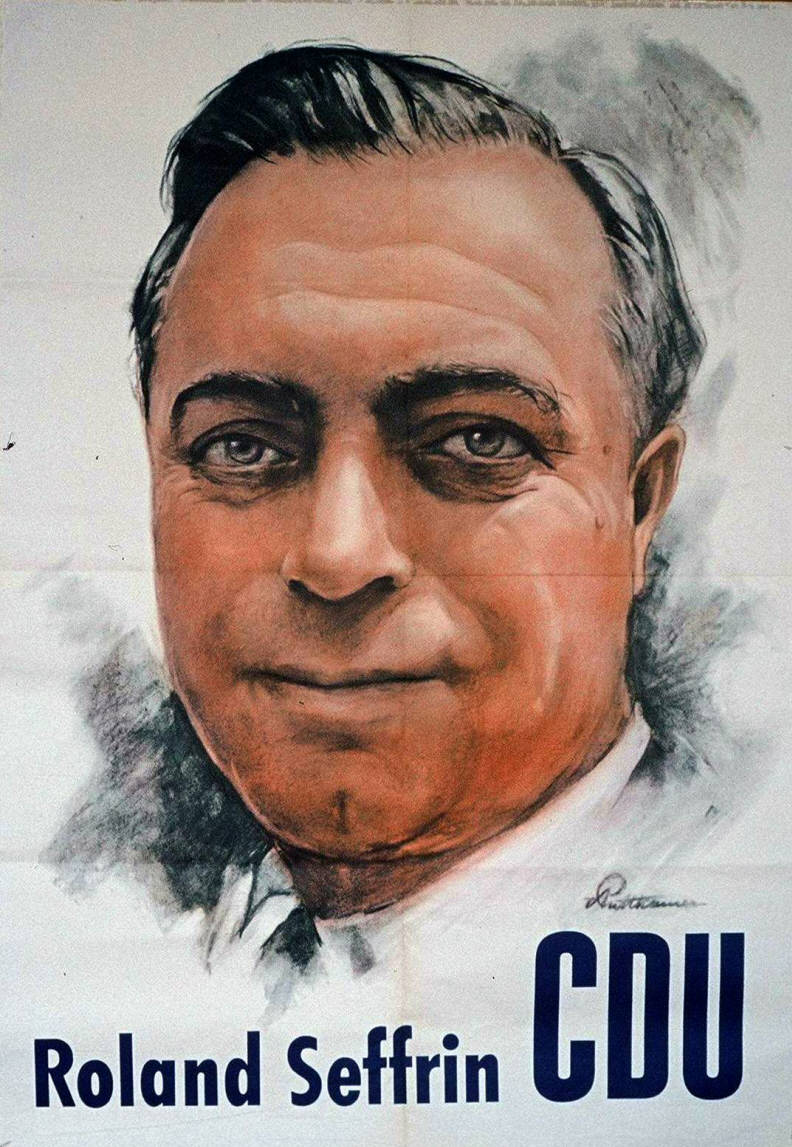
Roland Seffrin auf einem Wahlplakat zur Bundestagswahl 1957

Roland Seffrin (* 24. Juli 1905 in Niedersimten, jetzt Pirmasens; † 10. Februar 1985 in Hamburg) war ein deutscher Pädagoge und Politiker (Zentrum, NSDAP und CDU).

## Leben und Beruf
Nach dem Besuch der Volksschule und dem Abitur 1925 am Humanistischen Gymnasium Pirmasens nahm Seffrin ein Studium der Philosophie, Geschichte und Geographie an der Ludwig-Maximilians-Universität München auf. Hier wurde er aktives Mitglied der katholischen Studentenverbindung K.S.St.V. Alemannia München im KV. Sein Studium schloss er 1929 mit dem ersten und 1930 mit dem zweiten Staatsexamen für das höhere Lehramt ab. Er war 1930/31 als Studienassessor in Papenburg tätig, trat anschließend als Lehrer in den Hamburger Schuldienst ein und wurde zum Studienrat befördert. 1936 nahm er zusätzlich ein Studium der Soziologie und Wirtschaftsgeographie an der Universität Hamburg auf, das er 1938 mit der Promotion zum Dr. phil. beendete. 1940 wurde er zur Wehrmacht eingezogen und nahm als Unteroffizier am Zweiten Weltkrieg teil. Von 1941 bis 1945 wirkte er als Lektoratsleiter an der Deutschen Akademie in Neusohl (Slowakei).
Seffrin war seit 1945 erneut im Hamburger Schuldienst tätig. Neben seinem Lehrerberuf betätigte er sich bei verschiedenen Zeitungen und Zeitschriften als Schriftleiter und Schriftsteller.

## Partei
Seffrin war von 1930 bis zur Auflösung 1933 Mitglied der Zentrumspartei und leitete seit 1931 den Windthorstbund-Landesverband Nordmark. 1932 und 1933 kandidierte er jeweils erfolglos für den Einzug in den Reichstag. Am 17. Juni 1937 beantragte er die Aufnahme in die NSDAP und wurde rückwirkend zum 1. Mai desselben Jahres aufgenommen (Mitgliedsnummer 4.349.962).
Nach dem Zweiten Weltkrieg zählte Seffrin im November 1945 zu den Mitbegründern der CDU in Altona, wurde 1947 in den Landesvorstand der Partei gewählt und war von 1950 bis 1953 sowie von 1954 bis 1966 stellvertretender Landesvorsitzender der CDU Hamburg. Von 1959 bis 1965 war er Vorsitzender der Christlich-Demokratischen Arbeitnehmerschaft (CDA) Hamburg.

## Abgeordneter
Seffrin war von 1953 bis 1965 Mitglied des Deutschen Bundestages und ab 1956 auch Mitglied im Verteidigungsausschuss des Deutschen Bundestages. Er war stets über die Landesliste der CDU Hamburg ins Parlament eingezogen.